# Szakony, Győr-Moson-Sopron
Szakony  este un sat în districtul Sopron, județul Győr-Moson-Sopron, Ungaria, având o populație de 413 locuitori (2011). 

## Demografie
Componența etnică a satului Szakony
     Maghiari (86,89%)
     Romi (8,67%)
     Germani (3,75%)
     Croați (0,7%)
Componența confesională a satului Szakony
     Romano-catolici (56,9%)
     Luterani (26,15%)
     Reformați (1,69%)
     Fără religie (1,45%)
     Necunoscută (13,08%)
     Atei (0,73%)
Conform recensământului din 2011, satul Szakony avea 413 locuitori. Din punct de vedere etnic, majoritatea locuitorilor (86,89%) erau maghiari, existând și minorități de romi (8,67%) și germani (3,75%).  Din punct de vedere confesional, majoritatea locuitorilor (56,9%) erau romano-catolici, existând și minorități de luterani (26,15%), reformați (1,69%) și persoane fără religie (1,45%). Pentru 13,08% din locuitori nu este cunoscută apartenența confesională.